# Bairin-ji (Kurume)
Bairin-ji (梅林寺) est un temple bouddhiste Rinzai situé dans de la ville de Kurume, Préfecture de Fukuoka au Japon. Son préfixe honorifique sangō est kōnanzan (江南山). Il est connu comme un temple représentant le dojo d'entraînement de l'école Myōshin-ji à Kyushu, qui fait face au ruisseau de la rivière Chikugo,.

## Histoire
Le temple était à l'origine situé à Fukuchiyama et appelé Zuigan-ji (瑞巌寺). En 1620, cependant, Arima Toyōji, qui a été transférée du han de Fukuchiyama situé dans de la province de Tamba au domaine de Kurume, commença à s’installer l’emplacement actuel l’année suivante. Plus tard, il a été renommé Bairin-ji, associé au nom posthume de son père Noriyori, Bairin'in-den (梅林院殿), et devint un mausolée du domaine successif de Kurume. Il reste une tombe du clan Arima, y compris Toyōji.

## Les biens culturels importants
La statue d'Avalokiteśvara en bois de soie colorée dans la salle principale est l'œuvre de l'Époque de Kamakura.

## Le jardin
Le Gaien (外苑) est un jardin adjacent au côté de la rivière Chikugo au nord. Environ 30 espèces de 500 prunes ont été données par les citoyens et de nombreuses azalées sont plantées dans le jardin. Il a été ouvert comme un parc en 1958 pour commémorer les 350 ans du prêtre fondateur, Umon Genkyū Zenji (禹門玄級禅師).

## Galerie d'images

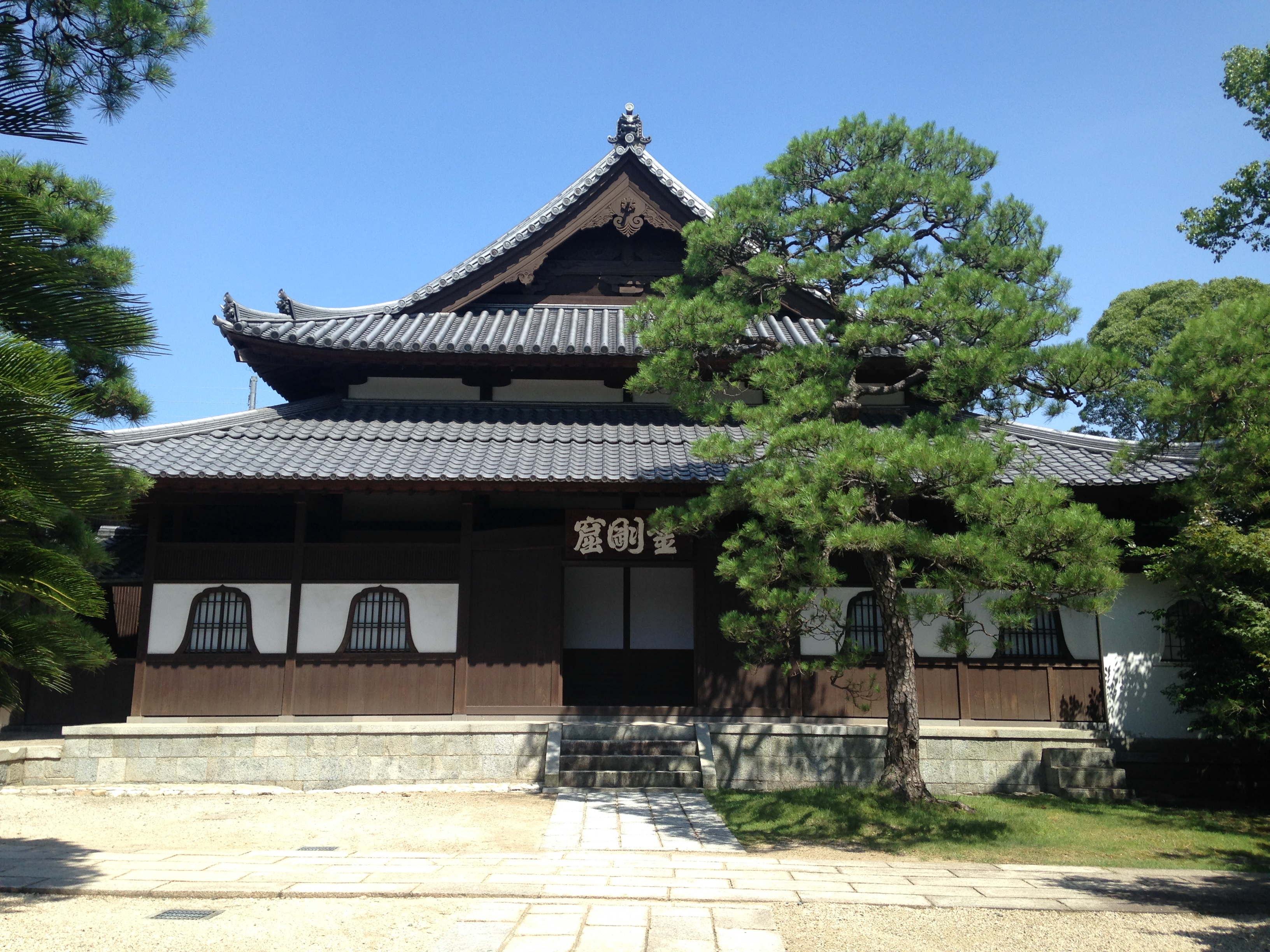
Salle de méditation Zen
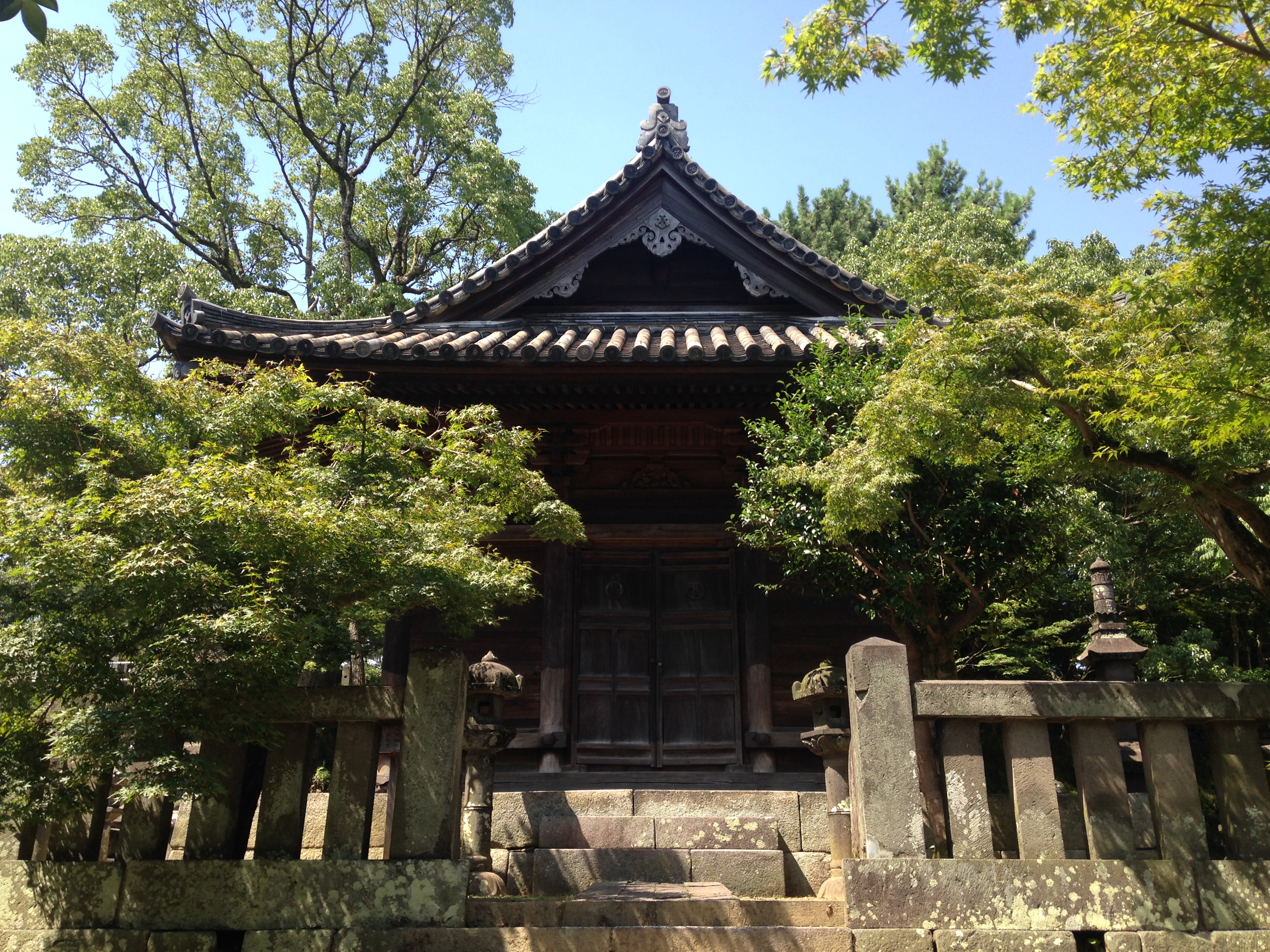
Le mausolée du clan Arima
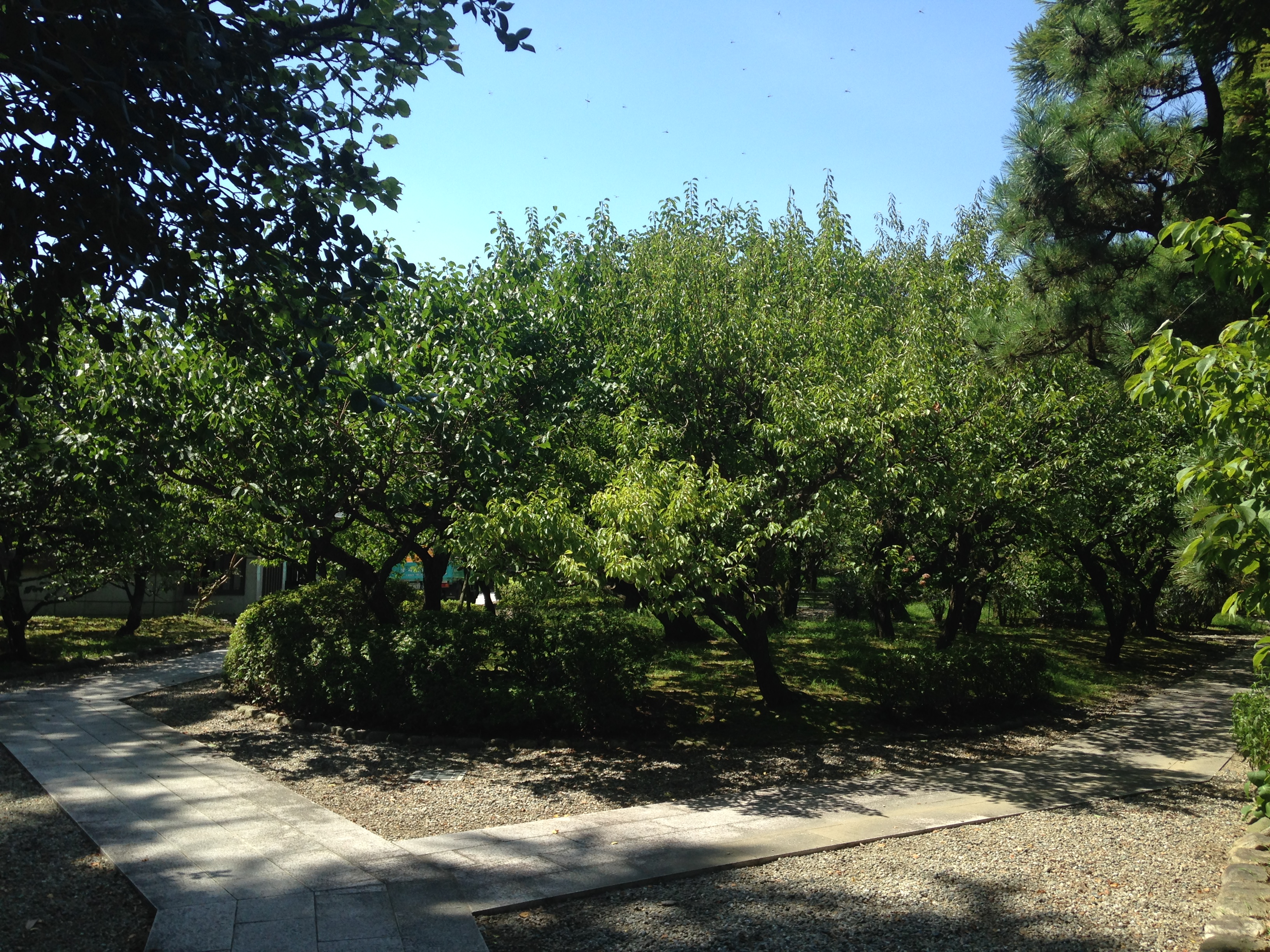
Jardin de prunes

## Source de la traduction
- (en) Cet article est partiellement ou en totalité issu de l’article de Wikipédia en anglais intitulé « Bairin-ji (Kurume) » (voir la liste des auteurs).